# Mitracarpus laeteviridis
Mitracarpus laeteviridis là một loài thực vật có hoa trong họ Thiến thảo. Loài này được C.Wright mô tả khoa học đầu tiên năm 1869.